# Kolosnykowe
Kolosnykowe (ukrainisch Колосникове; russisch Колосниково/Kolosnikowo) ist eine Siedlung städtischen Typs im Osten der Ukraine in der Oblast Donezk mit etwa 600 Einwohnern.

## Geographie
Die Siedlung städtischen Typs liegt im Donezbecken, etwa 16 Kilometer nordöstlich des Oblastzentrums Donezk und sieben Kilometer östlich des Stadtzentrums von Makijiwka, zu dessen Stadtkreis sie zählt, entfernt.
Der Ort gehört zur Siedlungsratsgemeinde von Proletarske (fünf Kilometer südöstlich gelegen), welche verwaltungstechnisch dem Stadtrajon Hirnyz innerhalb von Makijiwka zugeordnet ist.

## Geschichte
Der Ort entstand erst nach dem Zweiten Weltkrieg, 1965 bekam der Ort den Status einer Siedlung städtischen Typs, seit Sommer 2014 ist der Ort im Verlauf des Ukrainekrieges durch Separatisten der Volksrepublik Donezk besetzt.